# Família Ziunacano
Ziunacano (em latim: Ziunacanus) ou Ziunacã (em armênio: Ձյունական; romaniz.: Jiwnakan) foi uma família nobre armênia (nacarares) que teve proeminência até o século VI, quando desaparece do registro histórico.

## Nome
Segundo Moisés de Corene, o nome da família deriva da palavra gelo (ձյուն, jyum), o que seria uma referência ao ofício que ocuparam, mas Nicholas Adontz adverte que é mais plausível que seu nome esteja associado às "terras nevadas" (ձնառատ հողեր, jnarrat hołer).

## História
Segundo Moisés de Corene, os Ziunacanos, junto dos Havenúnios e Espandúnios, eram uma família de origem não haíquida e receberam o ofício de mestre dos palácios de verão durante o reinado do mítico Valarsaces I (século III a.C.), com a incumbência de trazerem gelo. A Lista de Trono (Գահնամակ, gahnamak) os menciona em 43.ª posição entre as casas nobres. A Lista Militar (Զորնամակ, Zōrnamak), o documento que indica a quantidade de cavaleiros que cada uma das famílias nobres devia ceder ao exército real em caso de convocação, afirma que podiam arregimentar 300 cavaleiros. Nos anos 440, Verém esteve envolvido nos eventos que culminariam na revolta de Vardanes II contra a autoridade do xainxá Isdigerdes II (r. 438–457). De acordo com as atas do Segundo Concílio de Dúbio de 555, um príncipe Ziunacano compareceu.